# Märchenbilder

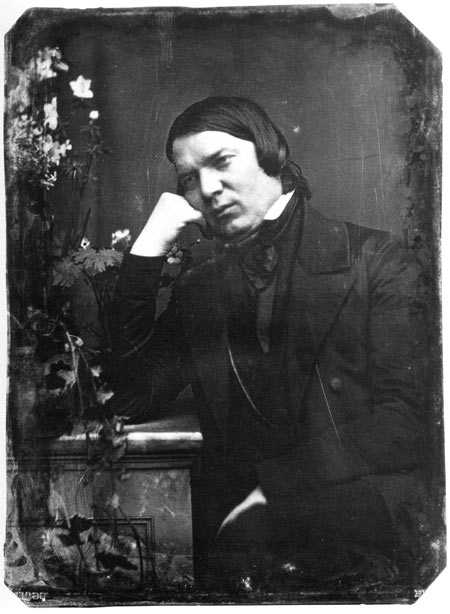
Robert Schumann en 1850.

Märchenbilder (Imágenes de cuentos de hadas), Op. 113 es una pieza de música de cámara para piano y viola (o violín ad libitum) compuesta por Robert Schumann en 1851 y publicada en 1852. La obra está dedicada a su amigo, el violinista Wilhelm Joseph von Wasielewski. En aquella época muchos violinistas, como Niccolò Paganini, tocaban tanto el violín como la viola.

## Historia

### Composición
La composición se desarrolló en cuatro días, del 1 al 4 de marzo de 1851, durante su breve y relativamente infeliz etapa como director de orquesta en Düsseldorf. Cronológicamente, estas cuatro piezas de fantasía ocupan el espacio entre las dos sonatas para violín y piano, aunque difícilmente puede decirse que habiten el mismo mundo emocionalmente conflictivo. Por el contrario, atraen al oyente a ese mismo mundo resplandeciente de fantasía e imaginación infantil que, muchos años antes, extrajo de él algunas de las músicas para piano más apreciadas del repertorio. Sin embargo, veinte años más de experiencia y los primeros signos de una demencia inminente otorgan a estos retratos aparentemente sencillos un sentido casi desesperado de escapismo del que carecían las primeras obras para piano.
En su borrador inicial usa el título Märchenbilder para referirse a cuatro obras escritas para piano y viola (o bien violín ad libitum). Además registró las fechas exactas de las composiciones, escribiendo "1 de marzo de 1851" al final de la primera pieza y "4 de marzo de 1851" al final de la cuarta, nombrándolas de diferente manera cada día. En su diario doméstico, el Haushaltbuch, menciona la obra el día 1 de marzo (‘historia de viola’), el 2 de marzo (‘historias de cuentos de hadas’), el 3 de marzo (‘cuentos de hadas’) y por último el día 4 de marzo (‘Cuarto cuento de hadas’).
Todas las piezas están dedicadas a Wilhelm Joseph von Wasielewski (1822–1896), quien, según el Haushaltbuch, las interpretó junto con Clara Schumann en una reunión familiar el 15 de marzo. Wasielewski era en ese tiempo concertino en Düsseldorf. Más tarde analizó las piezas en su biografía del compositor.

«Después de que Schumann hubiese escrito su Märchenbilder, los cuales tuve el honor de que me dedicara, hizo que su esposa los interpretara mientras yo la acompañaba con la viola. Entonces, el exclamó con una sonrisa: ‘¡Es una broma de niños! No hay mucho más’. De esta forma, quiso decir que las piezas pertenecían al género llamado Kleinkunst. Él no puso objeción cuando las llamé encantadoras.»

La primera interpretación pública conocida fue la de Clara y Wasielewski en el Zum goldenen Stern (en castellano, Hacia la estrella dorada), una especie de club social de Bonn, Alemania, el 12 de noviembre de 1853.

### Edición
El manuscrito autógrafo del compositor, que previamente era inaccesible, no fue editado y revisado (Edición Henle) hasta el año 2000. Contiene una numerosa cantidad de correcciones que arrojan luz sobre los métodos de trabajo de Schumann. En cada una de las piezas, Schumann escribió simplemente ‘a’, ‘b’ etc. Los pasajes que debían repetirse de manera idéntica no fueron señalados de manera tradicional con símbolos sobre la partitura, sino con señales como ‘Desde a hasta b’ etc. A juzgar por los múltiples croquis y tachones de Schumann, las transiciones entre las secciones repetidas le causaban un cierto grado de dificultad. Estos pasajes no se muestran al completo en el papel, sin embargo, la versión autógrafa presenta de forma clara el marco o la estructura general de las cuatro piezas. Solo la tercera pieza carece de sus diez compases finales, los cuales, según las anotaciones del compositor fueron encontrados en un documento aparte que ya no existe hoy en día.
Una copia limpia debió haber sido preparada para la ya nombrada interpretación en la casa Schumann. Esta no puede ser ninguna de las copias manuscritas que nos quedan de los copistas, a pesar del hecho de que se originaron en ese tiempo en cuestión, ya que contienen numerosas discrepancias con el boceto original del compositor. Por ejemplo, las transiciones están escritas completamente, lo que implica que fueron tomadas de una copia en limpio ya desaparecida. Esta copia era probablemente un autógrafo de Robert más que una versión de los copistas (Otto Hermann Klausnitz), ya que el manuscrito de trabajo plantea muchos obstáculos insuperables de interpretación y comprensión incluso a los copistas bien informados del trazo de la pluma del compositor. 
Podemos decir con seguridad que Clara y Wasielewski usaron esta copia limpia en su interpretación de la obra en la reunión del 15 de marzo de 1851 y en los días que siguieron. En su autobiografía, Wasielewski refleja cómo se involucró activamente en agregar las indicaciones finales a ambos instrumentos: Märchenbilder fue ‘‘inmediatamente interpretado y repetido distintas veces en los días posteriores con pequeños cambios en la parte de viola y en su versión arreglada para violín’’. Fue esta copia en limpio, de la partitura completa, la que sirvió a Otto Hermann Klausnitz para poner la base de su copia de la partitura completa y de la parte de viola. En el Haushaltbuch podemos ver el pago de una suma por este servicio el día 18 de marzo. La copia de la parte de violín, editada por el copista Peter Fuchs, fue probablemente preparada tras una petición del propio Schumann. Por ello, hasta el 31 de marzo no figura una entrada en el Haushaltbuch sobre Märchenbilder.
De las correcciones y anotaciones del propio Schumann, por muy pequeñas que fueran, se deduce que el compositor revisó los tres manuscritos más o menos a fondo y los reenvió a los editores como copias definitivas. Finalmente, el 3 de marzo de 1852, Schumann ofrece Märchenbilder a Carl Luckhardt en Kassel, quien debidamente publicó la primera edición en julio de ese año en dos volúmenes. En una hoja de su copia personal, Robert anotó el número de opus del trabajo, títulos, lugar y fecha de composición. Esta copia no contiene cambios del texto musical.
Las partes instrumentales, tanto escritas a mano como impresas revelan importantes intentos de estandarizar y aumentar el texto frente a la partitura, particularmente en cuanto a dinámica y articulación. Tanto la copia de Otto Hermann como la primera edición de la parte de viola están escritas en clave de do en tercera, no así otras copias que nos quedan que muestran una clara preferencia por la clave de sol. Al transcribir la parte de viola al violín Schumann y Wasielewski emplearon cambios de octavas en muchos pasajes y solo ocasionalmente alteraron el texto musical.

## Estructura y análisis
La obra consta de cuatro movimientos:
- I. Nicht schnell, en re menor 3
4
- II. Lebhaft, en fa mayor 2
4
- III. Rasch, en re menor 2
4
- IV. Langsam, mit melancholischem Ausdruck, en re mayor 3
8

Cada movimiento presenta su carácter propio y contrastante con los demás.

### I.Nicht schnell
El primer movimiento lleva la indicación Nicht schnell que significa "No rápido". Está escrito en la tonalidad de re menor y en compás de 3/4. Parece un diálogo sereno entre la viola y el piano, aunque teñido de melancolía y arrepentimiento. Presenta una sombría melodía en re menor que se repite a lo largo de la pieza en diversas formas.

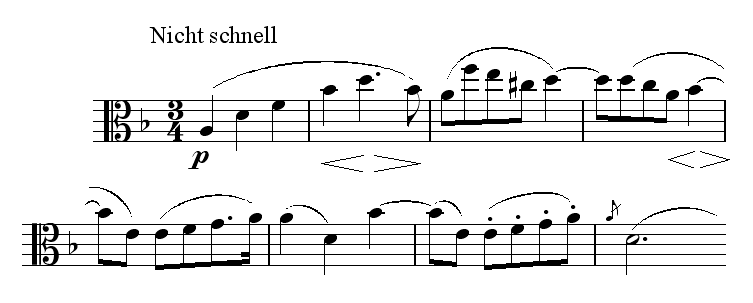
La primera frase melódica de la viola

### II.Lebhaft
El segundo movimiento, que lleva la indicación Lebhaft que significa "animado", está escrito en fa mayor y en compás de 2/4. Se abre con los acordes de tercera en la parte de viola, que retoma el piano. Los ritmos con puntillo y de carácter irregular constituyen otra característica de este número. Se trata de una especie de rondó truncado que contrasta su exuberante tema principal con dos digresiones mucho más suaves, al tiempo que enfrenta al violín y al piano en una competición amistosa.

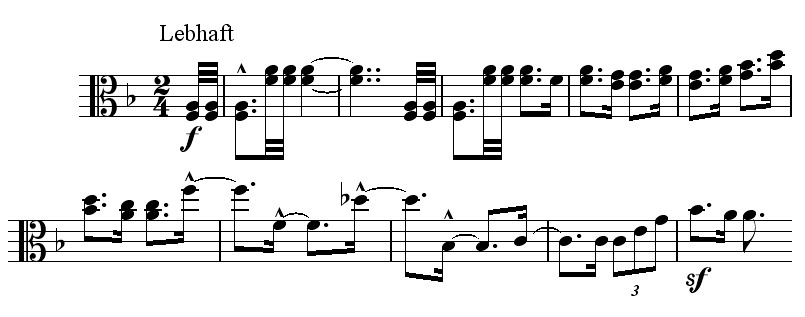
Los primeros compases de la parte de viola.

### III.Rasch
El tercer movimiento, con la indicación Rasch que quiere decir "rápido", está escrito en re menor y en compás de 2/4. Los tresillos de semicorcheas en la viola marcan el tono de esta pieza, que alterna cabalgadas con periodos más calmados. Es un vehemente moto perpetuo. Un motivo secundario, anunciado por el piano en el quinto compás de la pieza, tiene un interés rítmico y una importancia considerable.

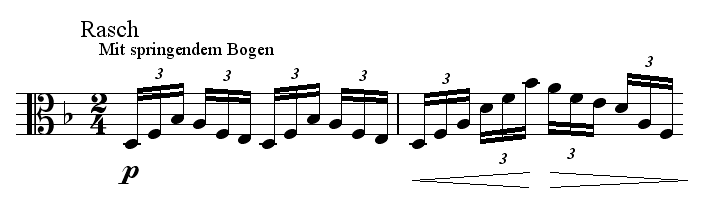
Los dos primeros compases de la parte de viola.

### IV.Langsam, mit melancholischem Ausdruck
El cuarto y último movimiento está escrito en una tonalidad tradicionalmente alegre como es el re mayor, pero está marcada con la indicación Langsam, mit melancholischem Ausdruck que significa "Lentamente, con expresión melancólica". Contrasta fuertemente con los dos anteriores. El tempo lento en compás de 3/8 y los relajantes motivos desarrollados por la viola le confieren una atmósfera de canción de cuna. Su textura parece presagiar el Adagio de la sonata para violín en re menor de Johannes Brahms.

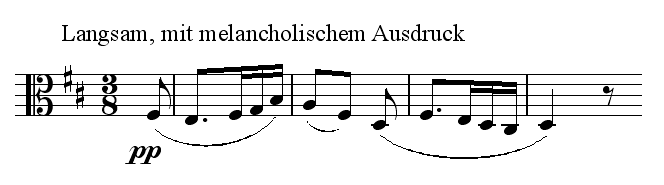
El motivo central en la parte de viola, expuesto desde los primeros compases.

## Discografía selecta
- 1990 – Schubert, Schumann, Bruch, Enesco. Yuri Bashmet, Mikhail Muntian (RCA Victor Red Seal 78 148 4; BMG Classics 78 148 4).
- 2004 – Schumann: Chamber Music. Gérard Caussé, Jean Hubeau (Warner Classics 2564 61400-2).
- 2007 – Schumann: Klavierwerke & Kammermusik III. Antoine Tamestit, Éric Le Sage (Alpha Alpha 121).
- 2008 – Brahms: Sonates Op.120; Schumann: Marchenbilder Op. 113; 3 Romances Op. 94. Michel Michalakakos, Martine Gagnepain (Maguelone MAG 111.142).